# 马克·奥多诺万
马克·奥多诺万（英語：Mark O'Donovan，1988年11月7日—），爱尔兰男子赛艇运动员。他曾代表爱尔兰参加2017年世界赛艇锦标赛，搭档沙恩·奥德里斯科尔获得男子轻量级双人单桨无舵手金牌。